# Palais présidentiel al-Maachiq
Le palais présidentiel al-Maachiq (arabe : القصر الرئاسي  المعاشيق, « palais des amoureux »), est le siège et la résidence du président de la République du Yémen. Il est aménagé sur le front de mer à Aden, dans le quartier du Cratère.

## Histoire
De 1970 à 1986, le palais fait office d'édifice de réception, puis en 1986, Ali Salem al-Beidh, secrétaire général du Parti socialiste yéménite et dirigeant de fait du Yémen du Sud, décide de l'utiliser comme palais présidentiel.
Après, l'unification du pays, le palais devient la résidence du président Abdrabbo Mansour Hadi après son départ pour Aden dans le cadre de la guerre civile yéménite.
En avril 2015, dans le cadre de la bataille d'Aden, le palais est brièvement conquis par les Houthis, qui ont fini par se replier avec des raids de l'opération Tempête décisive.
En octobre 2015, le palais est rénové par les Émirats arabes unis, après avoir été endommagé par les combats.
Les 28 et 29 janvier 2016, le groupe EI au Yémen revendique une série d'attentats qui visent le palais.
Le 28 janvier 2018, peu après l'expiration d'un ultimatum visant à limoger le gouvernement, les séparatistes sudistes prennent le contrôle de secteurs de la ville d'Aden. Dans la soirée du 29 janvier, les séparatistes assiègent le palais présidentiel al-Maachiq, dans lequel est retranché le gouvernement. Avec cette prise, les séparatistes contrôlent la quasi-totalité de la ville. Le 30 janvier, les forces fidèles au STC contrôlent la quasi-totalité de la ville. En fin de journée, les combats cessent, après une médiation de la coalition. À l'issue de ces négociations, les séparatistes rendent trois bases militaires à l'armée, et lèvent le siège du palais.